# 鴨田町 (豊橋市)
鴨田町（かもだちょう）は、愛知県豊橋市の地名。

## 地理
豊橋市中央部に位置する。東は小池町、西は有楽町・東橋良町、南は富本町、北は西小池町に接する。

### 通学区域
|      | 小学校             | 中学校             | 高等学校 |
| ---- | ------------------ | ------------------ | -------- |
| 全域 | 豊橋市立福岡小学校 | 豊橋市立南部中学校 | 三河学区 |

## 歴史

### 町名の由来
当地がかつて水田地帯であり、カモなどの鳥類が飛来していたと思われることによる。

### 人口の変遷
国勢調査による人口および世帯数の推移。
| 1995年（平成7年）  | 131世帯 326人 |  |
| 2000年（平成12年） | 126世帯 309人 |  |
| 2005年（平成17年） | 108世帯 274人 |  |
| 2010年（平成22年） | 156世帯 312人 |  |
| 2015年（平成27年） | 138世帯 270人 |  |

### 沿革
- 1946年（昭和21年） - 豊橋市小池町・橋良町・富本町の各一部により、同市鴨田町が成立[2]。

## 施設
- 豊橋農業協同組合福岡支店[1]

- 豊橋農業協同組合福岡支店

### WEB
1. ↑  “愛知県豊橋市の町丁・字一覧”.   人口統計ラボ. 2023年4月13日閲覧。
2. ↑  総務省統計局 (2017年1月27日). “平成27年国勢調査の調査結果(e-Stat) - 男女別人口及び世帯数 －町丁・字等” (CSV). 2021年7月21日閲覧。
3. ↑  “愛知県豊橋市の郵便番号一覧”.   日本郵便. 2023年4月13日閲覧。
4. ↑  “市外局番の一覧” (PDF).   総務省 (2022年3月1日). 2022年3月22日閲覧。
5. 1 2  豊橋市教育部学校教育課 (2024年4月1日). “校区早見表” (PDF).   豊橋市. 2025年6月26日閲覧。
6. ↑  総務省統計局 (2014年3月28日). “平成7年国勢調査の調査結果(e-Stat) - 男女別人口及び世帯数 －町丁・字等” (CSV). 2021年7月20日閲覧。
7. ↑  総務省統計局 (2014年5月30日). “平成12年国勢調査の調査結果(e-Stat) - 男女別人口及び世帯数 －町丁・字等” (CSV). 2021年7月20日閲覧。
8. ↑  総務省統計局 (2014年6月27日). “平成17年国勢調査の調査結果(e-Stat) - 男女別人口及び世帯数 －町丁・字等” (CSV). 2021年7月21日閲覧。
9. ↑  総務省統計局 (2012年1月20日). “平成22年国勢調査の調査結果(e-Stat) - 男女別人口及び世帯数 －町丁・字等” (CSV). 2021年7月21日閲覧。
10. ↑  総務省統計局 (2017年1月27日). “平成27年国勢調査の調査結果(e-Stat) - 男女別人口及び世帯数 －町丁・字等” (CSV). 2021年7月21日閲覧。

### 書籍
1. 1 2 3  「角川日本地名大辞典」編纂委員会 1989, p. 1786.
2. 1 2  「角川日本地名大辞典」編纂委員会 1989, p. 437.